# 초전동로보 철인 28호 FX
초전동로보 철인 28호 FX(일본어: 超電動ロボ 鉄人28号FX 쵸우덴도우로보 테츠진 니쥬하치고우 에후엑쿠스[*])는 요코야마 미쓰테루(横山光輝)의 만화작품 《철인 28호》를 원작으로 하는 3번째 애니메이션이다. 1992년 4월 5일부터 1993년 3월 30일까지 닛폰 TV 계열 네트워크에서 전 47화가 방송되었다. 원작자 요코야마 미쓰테루 본인이 살아있는 동안 최종회까지 방영된 마지막 《철인 28호》 작품에 해당한다. 대한민국에는 MBC에서 1996년 8월 19일부터 10월 22일까지《철인 28호 FX》라는 제목으로 방영되었다.

## 개요
《태양의 사자 철인 28호》 이후 12년 만에 3번째로 제작된 《철인 28호》의 TV용 애니메이션. 이 작품은 단순한 원작의 영상화나 리메이크가 아니라 첫 번째 애니메이션의 속편으로서 만들어졌다. 따라서 《태양의 사자 철인 28호》와는 같은 《철인 28호》를 원작으로 하고 있으며 제작사, 방송국, 치프 디렉터가 같음에도 불구하고 내용상의 연관성은 전혀 없다. 예전의 주인공 가네다 쇼타로는 중년의 사립탐정이 되었고, 쇼타로와 천재 과학자이자 자산가의 딸인 아내 요코와의 사이에서 태어난 아들 마사토가 새로운 주인공으로 등장하여, 친자(親子) 2대가 이끄는 '차세대 드라마'를 전개한다.
전반부는 새로운 적 '네오 블랙단'과의 항쟁을 그리는 연속 드라마를 전개했고, 후반부는 인터폴 수사관으로 임명된 마사토 일행이 세계를 배경으로 활약하는 옴니버스 스토리로 제작되었다. 새로운 시대를 반영한 대담한 설정이 돋보이는 작품이지만 원조 철인 28호와의 공동작전이나 복제인간으로 부활한 프랑켄 박사(원작의 '후랑켄 박사')와의 대결 등 왕년의 팬들을 의식한 부분도 많다. 또한 스폰서의 의향으로 보다 완구 생산에 적합하게 설계된 신형 철인 28호 FX의 활약은 이전의 철인과는 또 다른 매력을 보여준다.
2007년에 에이벡스 트랙스에서 DVD 박스가 발매되었으며, 2008년에 에이벡스 엔터테인먼트를 통해 총 8권의 단품 DVD로도 발매되었다.
대한민국에서는 1990년대에 MBC를 통해 공중파 방영되었으며, 손오공에서 대여용 VHS로도 출시되었다.

## 줄거리
2002년의 미래세계. 세계 제패를 노리는 '존 총통' 휘하의 범죄조직 네오 블랙단이 인류를 상대로 선전포고를 한다. 가네다 탐정사무소를 설립한 왕년의 히어로 가네다 쇼타로는 '초전동 시스템'을 도입한 최신예기 '철인 28호 FX'를 완성, 그 조종자의 양성에 전념하고 있었다. 네오 블랙단의 갑작스런 습격으로 위기에 처한 월드 로봇 콘테스트 회장에 정체 모를 소년이 난입하여 철인 28호 FX를 조종, 적을 물리치고 보는 이들을 놀라게 한다. 그 소년이야말로 수년 전에 행방불명되었다가 돌아온 쇼타로의 아들 가네다 마사토였다. 지금, 새로운 철인 전설이 시작되려 하고 있다!

## 스탭
- 원작: 요코야마 미쓰테루
- 프로듀서: 호리코시 도오루, 도다니 히토시(닛폰 TV), 사가와 유코(ASATSU), 이와타 미키히로
- 시리즈 구성: 소노다 히데키
- 치프 디렉터: 이마자와 데쓰오
- 캐릭터 원안: 스즈키 노리타카
- 캐릭터 디자인·작화감독: 모토하시 히데유키
- 메카닉 디자인: 소 가즈키, 무라타 고로
- 디자인 웍스: 스튜디오 OX, 스기타 아쓰히코
- 각본: 소노다 히데키, 시모 후미히코, 기시마 노부아키, 쓰키무라 료에, 시즈야 이사오 외
- 연출: 이마자와 데쓰오, 모토나가 게이타로, 이지마 마사카쓰, 나가오카 야스치카, 니시자와 스스무 외
- 음악: 곤도 히로아키
- 제작: ASATSU, 도쿄 무비 신사(현 TMS 엔터테인먼트)

## 음악

### 주제가
여는 곡 “フューチャー・ヒーロー 휴우챠아 히이로오[*]” (퓨처 히어로)
작사 - 소노다 히데키 / 작곡 - 나가사와 히로 / 편곡 - 도쓰카 오사무 / 노래 - 나가사와 히로(제 1화~제 24화), 시미즈 사토코(제 25화~최종화)
닫는 곡 1“僕らは冒険者 보쿠라와 보우켄샤[*]” (우리들은 모험자)
작사 - 구도 데쓰오 / 작곡 - 나가사와 히로 / 편곡 - 도쓰카 오사무 / 노래 - 가네다 탐정사무소
닫는 곡 2“GET YOUR DREAM”
작사 - 마쓰바 미호 / 작곡 - 구도 다카시 / 편곡 - 도쓰카 오사무 / 노래 - 시미즈 사토코

## 성우진
- 가네다 마사토: 누마다 유스케
- 가네다 쇼타로: 다나카 히데유키
- 가네다 요코: 오리카사 아이
- 나쓰키 사부로: 쿠사오 타케시
- 쓰카사 겐이치: 타치키 후미히코
- 미쓰세 후타바: 고자쿠라 에쓰코
- 니시나 시오리: 히라마쓰 아키코
- 존 총통: 사사오카 시게조
- 데빌 가토: 오노 겐이치
- 졸릭: 난바 케이이치
- 프랑켄 슈타이너(소년): 타카야마 미나미
- 프랑켄 슈타이너(청년): 모리카와 토시유키
- 프랑켄 박사: 아오노 다케시
- 버틀러: 도쿠마루 간
- 엘비스 형제: 야마구치 겐, 마쓰오 긴조
- 마이클 저스티스: 구가 겐지
- 후 메이시: 토미자와 미치에
- 이카무 마나투: 타카기 와타루
- 프랑소와 보르도: 야마자키 와카나

## 작품 목록
1. 히어로는 돌아온다
2. 폭주 철인을 세워라!
3. 방해전파를 깨뜨려라
4. 합체 17호 피닉스!!
5. 초전동의 비밀을 지켜라
6. 핑크 마피아의 도전
7. 엘비스 형제의 덫
8. 마이크로칩을 되찾아라
9. 체포된 쇼타로
10. 빼앗긴 철인
11. 철인을 탈환하라
12. 가짜 철인 나타나다!
13. 블랙옥스 등장!
14. 프랑켄의 수수께끼
15. 사부로! 양친을 구하라!
16. 프랑켄 강화작전
17. 습격! 블랙옥스!
18. 작렬! 초전동 카운터
19. 버틀러 최후의 도전
20. 사라진 블랙옥스
21. 프랑켄의 최후
22. 네오블랙단을 무찔러라!
23. 결전! 존 총통
24. 해산? 가네다 탐정사무소
25. 공격하라! 배신의 군단
26. 폭주 로봇을 붙잡아라
27. 사막의 영웅전설
28. 진홍의 암살자
29. 공룡 대 철인
30. 심해로부터의 도전
31. 공포의 마술쇼
32. 우주로부터의 탈출
33. 되살아난 악몽
34. 도둑맞은 왕관
35. 밀림의 비보
36. 부활! 엘비스 형제
37. 철인 대 초능력
38. 악마를 낳는 기계
39. GX의 도전
40. 되살아난 마녀
41. 아버지를 구출하라!
42. 부활? 네오 블랙단
43. 후타바는 명 조종사?
44. 닌자를 체포하라!
45. 상처투성이의 히어로
46. 미래에 보내는 선물
47. 히어로에게 건배!

## 참고 문헌
- 《뉴타입》 1992년 5월호, 가도카와 쇼텐, 1992년, 151~157쪽.
- 이이키 유산(飯城勇三), 《‘철인 28호’ 대연구 - 리모콘의 꿈》, 고단샤, 2002년, 47~49·51~53쪽.
- 히카리 프로덕션(光プロダクション) 감수, 《철인 28호 론(論)》, 피아, 2005년, 15·93~94쪽.
- 《아니메 스튜디오》 Vol.1, 오조라슛판, 2004년, 8쪽.
- 《요코야마 미쓰테루 프리미엄 매거진 Vol.08 ‘철인 28호’》, 고단샤, 2009년, 17쪽.
- 도쿄 무비 감수, 《도쿄 무비 아니메 대전사(大全史)》, 다쓰미슛판, 1999년, 82·173쪽.